# Cúp FA 2012-13
Cúp FA 2012–13 là mùa bóng thứ 123 của giải bóng đá lâu đời nhất thế giới, FA Cup. Nhà vô địch là Wigan, thế nhưng họ đã xuống hạng sau trận thua 4-1 trước Arsenal tại vòng 37 giải ngoại hạng Anh.

## Kết quả

### Vòng 1
| ngày 2 tháng 11 năm 2012 | Cambridge City (7) | 0–0    | Milton Keynes Dons (3) | City Ground, Cambridge                        |  |
| 19:30                    |                    | Report |                        | Lượng khán giả: 1,564 Trọng tài: James Adcock |  |

| ngày 13 tháng 11 năm 2012 Replay | Milton Keynes Dons (3)                                                            | 6–1    | Cambridge City (7) | Stadium mk, Milton Keynes                     |  |
| 19:45                            | Williams 12', 74' (ph.đ.) · O'Shea 43' · Bowditch 45+2' · Alli 75' · Chicksen 77' | Report | Theobald 60'       | Lượng khán giả: 4,126 Trọng tài: Nigel Miller |  |

| ngày 3 tháng 11 năm 2012 | Hereford United (5)                | 3–1    | Shrewsbury Town (3) | Edgar Street, Hereford                       |  |
| 13:00                    | Evans 3' · Bowman 12', 73' (ph.đ.) | Report | Summerfield 30'     | Lượng khán giả: 3,251 Trọng tài: Gary Sutton |  |

| ngày 3 tháng 11 năm 2012 | Boreham Wood (6) | 0–2    | Brentford (3)                 | Meadow Park, Borehamwood                      |  |
| 14:00                    |                  | Report | Donaldson 16' · Forrester 44' | Lượng khán giả: 1,495 Trọng tài: Robert Lewis |  |

| ngày 3 tháng 11 năm 2012 | Kidderminster Harriers (5) | 0–2    | Oldham Athletic (3)      | Aggborough, Kidderminster                   |  |
| 15:00                    |                            | Report | Montaño 52' · Baxter 65' | Lượng khán giả: 2,888 Trọng tài: David Webb |  |

| ngày 3 tháng 11 năm 2012 | Chelmsford City (6)             | 3–1    | Colchester United (3) | Melbourne Stadium, Chelmsford                   |  |
| 15:00                    | Simmonds 23', 63' · Slabber 89' | Report | Rose 70'              | Lượng khán giả: 3,016 Trọng tài: Michael Naylor |  |

| ngày 3 tháng 11 năm 2012 | Metropolitan Police (7) | 1–2    | Crawley Town (3)         | Imber Court, Molesey                           |  |
| 15:00                    | Tait 83'                | Report | Simpson 36' · Clarke 69' | Lượng khán giả: 1,485 Trọng tài: Trevor Kettle |  |

| ngày 3 tháng 11 năm 2012 | Luton Town (5) | 1–1    | Nuneaton Town (5) | Kenilworth Road, Luton                          |  |
| 15:00                    | Rendell 84'    | Report | Waite 20'         | Lượng khán giả: 3,089 Trọng tài: Robert Whitton |  |

| ngày 13 tháng 11 năm 2012 Replay | Nuneaton Town (5) | 0–2    | Luton Town (5)           | Triton Showers Community Arena, Nuneaton    |  |
| 19:45                            |                   | Report | Rendell 22', 72' (ph.đ.) | Lượng khán giả: 1,596 Trọng tài: Gavin Ward |  |

| ngày 3 tháng 11 năm 2012 | Portsmouth (3) | 0–2    | Notts County (3)        | Fratton Park, Portsmouth                          |  |
| 15:00                    |                | Report | Zoko 45+1' · Arquin 56' | Lượng khán giả: 7,560 Trọng tài: Darren Sheldrake |  |

| ngày 3 tháng 11 năm 2012 | Bishop's Stortford (6) | 1–2    | Hastings United (7)   | Woodside Park, Bishop's Stortford                |  |
| 15:00                    | Johnson 7'             | Report | Ray 70' · Attwood 88' | Lượng khán giả: 1,212 Trọng tài: Hiroyuki Kimura |  |

| ngày 3 tháng 11 năm 2012 | Fleetwood Town (4)                         | 3–0    | Bromley (6) | Highbury Stadium, Fleetwood                 |  |
| 15:00                    | Ball 11' · Parkin 17' (ph.đ.), 43' (ph.đ.) | Report |             | Lượng khán giả: 1,696 Trọng tài: Ross Joyce |  |

| ngày 3 tháng 11 năm 2012 | Forest Green Rovers (5)  | 2–3    | Port Vale (4)                              | The New Lawn, Nailsworth                      |  |
| 15:00                    | Norwood 34' · Oshodi 49' | Report | Vincent 7' · McDonald 12' · Williamson 80' | Lượng khán giả: 1,753 Trọng tài: Philip Gibbs |  |

| ngày 3 tháng 11 năm 2012 | Torquay United (4) | 0–1    | Harrogate Town (6) | Plainmoor, Torquay                             |  |
| 15:00                    |                    | Report | Chilaka 20'        | Lượng khán giả: 1,817 Trọng tài: Wayne Barratt |  |

| ngày 3 tháng 11 năm 2012 | Bournemouth (3)                            | 4–0    | Dagenham & Redbridge (4) | Dean Court, Bournemouth                         |  |
| 15:00                    | McQuoid 30', 79' · Pugh 59' · Fogden 90+1' | Report |                          | Lượng khán giả: 5,827 Trọng tài: Darren Deadman |  |

| ngày 3 tháng 11 năm 2012 | Morecambe (4) | 1–1    | Rochdale (4) | Globe Arena, Morecambe                          |  |
| 15:00                    | Fleming 12'   | Report | Kennedy 72'  | Lượng khán giả: 1,839 Trọng tài: Stephen Martin |  |

| ngày 13 tháng 11 năm 2012 Replay | Rochdale (4) | 0–1    | Morecambe (4) | Spotland, Rochdale                            |  |
| 19:45                            |              | Report | McDonald 44'  | Lượng khán giả: 1,675 Trọng tài: Mark Heywood |  |

| ngày 3 tháng 11 năm 2012 | Swindon Town (3) | 0–2    | Macclesfield Town (5)            | County Ground, Swindon                       |  |
| 15:00                    |                  | Report | Diagne 63' · Thompson 90' (l.n.) | Lượng khán giả: 6,408 Trọng tài: Andy Davies |  |

| ngày 3 tháng 11 năm 2012 | Cheltenham Town (4)                             | 3–0    | Yate Town (8) | Whaddon Road, Cheltenham                        |  |
| 15:00                    | Thomas 3' (l.n.) · Mohamed 65' · Zebroski 90+2' | Report |               | Lượng khán giả: 3,055 Trọng tài: David Phillips |  |

| ngày 3 tháng 11 năm 2012 | Coventry City (3)                      | 3–0    | Arlesey Town (7) | Ricoh Arena, Coventry                         |  |
| 15:00                    | Ball 28' · Christie 63' · Jennings 89' | Report |                  | Lượng khán giả: 6,594 Trọng tài: Kevin Wright |  |

| ngày 3 tháng 11 năm 2012 | York City (4) | 1–1    | AFC Wimbledon (4) | Bootham Crescent, York                         |  |
| 15:00                    | Reed 62'      | Report | Strutton 80'      | Lượng khán giả: 2,752 Trọng tài: Richard Clark |  |

| ngày 12 tháng 11 năm 2012 Replay | AFC Wimbledon (4)                             | 4–3 (s.h.p.) | York City (4)                     | Kingsmeadow, Kingston upon Thames             |  |
| 19:45                            | Strutton 34', 78' · Harrison 97' · Midson 99' | Report       | Brown 22' (l.n.) · Reed 90', 119' | Lượng khán giả: 1,954 Trọng tài: Keith Stroud |  |

| ngày 3 tháng 11 năm 2012 | Bury (3)  | 1–0    | Exeter City (4) | Gigg Lane, Bury                                  |  |
| 15:00                    | Sodje 35' | Report |                 | Lượng khán giả: 1,821 Trọng tài: Tony Harrington |  |

| ngày 3 tháng 11 năm 2012 | Chesterfield (4)                                                            | 6–1    | Hartlepool United (3) | Proact Stadium, Chesterfield                           |  |
| 15:00                    | Boden 16' · Randall 29' · Clay 42' · Forbes 54' · Lester 79' · Westcarr 90' | Report | Sweeney 78'           | Lượng khán giả: 3,083 Trọng tài: Christopher Sarginson |  |

| ngày 3 tháng 11 năm 2012 | Doncaster Rovers (3)                | 3–1    | Bradford Park Avenue (6) | Keepmoat Stadium, Doncaster                     |  |
| 15:00                    | M. Woods 27' · Hume 36' · Brown 76' | Report | Marshall 56'             | Lượng khán giả: 4,602 Trọng tài: Jeremy Simpson |  |

| ngày 3 tháng 11 năm 2012 | Gillingham (4)                                               | 4–0    | Scunthorpe United (3) | Priestfield Stadium, Gillingham               |  |
| 15:00                    | Fish 59' · Burton 65' · Kedwell 76' (ph.đ.) · Birchall 90+3' | Report |                       | Lượng khán giả: 4,017 Trọng tài: Andy Woolmer |  |

| ngày 3 tháng 11 năm 2012 | Aldershot Town (4) | 2–1    | Hendon (7)    | Recreation Ground, Aldershot                  |  |
| 15:00                    | Hylton 57', 85'    | Report | Cracknell 28' | Lượng khán giả: 1,822 Trọng tài: Simon Hooper |  |

| ngày 3 tháng 11 năm 2012 | Lincoln City (5) | 1–1    | Walsall (3)  | The 12th Man Sincil Bank Stadium, Lincoln     |  |
| 15:00                    | Taylor 45+1'     | Report | Bowerman 87' | Lượng khán giả: 2,032 Trọng tài: Scott Duncan |  |

| ngày 13 tháng 11 năm 2012 Replay | Walsall (3)                   | 2–3 (s.h.p.) | Lincoln City (5)              | Banks's Stadium, Walsall                      |  |
| 19:45                            | Taundry 81' · Paterson 120+2' | Report       | Power 50' · Oliver 102', 118' | Lượng khán giả: 1,762 Trọng tài: Graham Scott |  |

| ngày 3 tháng 11 năm 2012 | Wrexham (5)                    | 2–4    | Alfreton Town (5)                                        | Racecourse Ground, Wrexham                         |  |
| 15:00                    | Ashton 2' (ph.đ.) · Wright 85' | Report | Clayton 27' · Bradley 60' (ph.đ.) · Tomlinson 79', 90+2' | Lượng khán giả: 2,409 Trọng tài: Nicholas Kinseley |  |

| ngày 3 tháng 11 năm 2012 | Southend United (4)                 | 3–0    | Stockport County (5) | Roots Hall, Southend-on-Sea                      |  |
| 15:00                    | Corr 33' · Laird 85' · Eastwood 88' | Report |                      | Lượng khán giả: 3,084 Trọng tài: Iain Williamson |  |

| ngày 3 tháng 11 năm 2012 | Crewe Alexandra (3)                            | 4–1    | Wycombe Wanderers (4) | Alexandra Stadium, Crewe                       |  |
| 15:00                    | Pogba 19' · Ellis 40' · Aneke 62' · Murphy 77' | Report | Spring 13'            | Lượng khán giả: 2,417 Trọng tài: Andrew Madley |  |

| ngày 3 tháng 11 năm 2012 | Bristol Rovers (4) | 1–2    | Sheffield United (3)      | Memorial Stadium, Bristol                    |  |
| 15:00                    | Clarkson 5'        | Report | Blackman 53' · Porter 62' | Lượng khán giả: 4,712 Trọng tài: Fred Graham |  |

| ngày 3 tháng 11 năm 2012 | Mansfield Town (5) | 0–0    | Slough Town (8) | One Call Stadium, Mansfield                  |  |
| 15:00                    |                    | Report |                 | Lượng khán giả: Jumpei Lida Trọng tài: 1,686 |  |

| ngày 13 tháng 11 năm 2012 Replay | Slough Town (8)  | 1–1 (s.h.p.) (1–4 p)                 | Mansfield Town (5)   | Holloways Park, Beaconsfield                 |  |
| 19:45                            | Bowden-Haase 66' | Report                               | Woozley 45+2' (l.n.) | Lượng khán giả: 1,593 Trọng tài: Andy D'Urso |  |
|                                  |                  | Loạt sút luân lưu                    |                      |                                              |  |
| Swift · Burgess · Sonner         |                  | Clements · Briscoe · Rhead · Speight |                      |                                              |  |

| ngày 3 tháng 11 năm 2012 | Barnet (4) | 0–2    | Oxford United (4)        | Underhill, London                             |  |
| 15:00                    |            | Report | Constable 56' · Rigg 80' | Lượng khán giả: 2,346 Trọng tài: Tim Robinson |  |

| ngày 3 tháng 11 năm 2012 | Rotherham United (4)                | 3–2    | Stevenage (3)          | New York Stadium, Rotherham                     |  |
| 15:00                    | Bradley 30' · Frecklington 53', 56' | Report | Dunne 58' · Morais 72' | Lượng khán giả: 4,324 Trọng tài: Eddie Ilderton |  |

| ngày 3 tháng 11 năm 2012 | Fylde (7)   | 1–4    | Accrington Stanley (4)      | Kellamergh Park, Warton                      |  |
| 15:00                    | Farrell 90' | Report | Hatfield 32', 45', 77', 86' | Lượng khán giả: 1,213 Trọng tài: David Coote |  |

| ngày 3 tháng 11 năm 2012 | Guiseley (6)               | 2–2    | Barrow (5)             | Nethermoor Park, Guiseley                              |  |
| 15:00                    | Brooksby 14' · Boshell 35' | Report | Boyes 44' · Hunter 48' | Lượng khán giả: 1,605 Trọng tài: Sebastian Stockbridge |  |

| ngày 13 tháng 11 năm 2012 Replay | Barrow (5)   | 1–0    | Guiseley (6) | Furness Building Society Stadium, Barrow-in-Furness |  |
| 19:45                            | Hunter 90+2' | Report |              | Lượng khán giả: 1,402 Trọng tài: Oliver Langford    |  |

| ngày 3 tháng 11 năm 2012 | Northampton Town (4) | 1–1    | Bradford City (4) | Sixfields, Northampton                            |  |
| 15:00                    | Moult 61'            | Report | Atkinson 32'      | Lượng khán giả: 2,512 Trọng tài: Geoff Eltringham |  |

| ngày 13 tháng 11 năm 2012 Replay        | Bradford City (4)                                | 3–3 (s.h.p.) (4–2 p)             | Northampton Town (4)                                  | Valley Parade, Bradford                       |  |
| 19:45                                   | Atkinson 35' · Wells 90' (ph.đ.) · McHugh 120+1' | Report                           | Demontagnac 43' (ph.đ.) · Platt 90+3' · Langmead 109' | Lượng khán giả: 2,951 Trọng tài: Mick Russell |  |
|                                         |                                                  | Loạt sút luân lưu                |                                                       |                                               |  |
| G. Jones · Atkinson · Darby · Ravenhill |                                                  | Platt · East · Langmead · Hornby |                                                       |                                               |  |

| ngày 3 tháng 11 năm 2012 | Preston North End (3)                | 3–0    | Yeovil Town (3) | Deepdale, Preston                            |  |
| 15:00                    | Byrom 38' · Amoo 41' · Robertson 70' | Report |                 | Lượng khán giả: 4,757 Trọng tài: Andy Haines |  |

| ngày 3 tháng 11 năm 2012 | Carlisle United (3)                                    | 4–2    | Ebbsfleet United (5)   | Brunton Park, Carlisle                       |  |
| 15:00                    | Symington 45+1' · Noble 61' · Berrett 81' · Garner 87' | Report | Elder 58' · Howe 90+3' | Lượng khán giả: 2,373 Trọng tài: Darren Bond |  |

| ngày 4 tháng 11 năm 2012 | Burton Albion (4)                      | 3–3    | Altrincham (6)                                        | Pirelli Stadium, Burton upon Trent            |  |
| 15:00                    | Diamond 53' · Maghoma 77' · Zola 90+3' | Report | Rodgers 29' · Stanton 34' (l.n.) · McCrory 85' (l.n.) | Lượng khán giả: 1,989 Trọng tài: Michael Bull |  |

| ngày 15 tháng 11 năm 2012 Replay | Altrincham (6) | 0–2    | Burton Albion (4)     | Moss Lane, Altrincham                         |  |
| 19:45                            |                | Report | Palmer 65' · Zola 75' | Lượng khán giả: 2,428 Trọng tài: Carl Boyeson |  |

| ngày 4 tháng 11 năm 2012 | Dorchester Town (6) | 1–0    | Plymouth Argyle (4) | The Avenue Stadium, Dorchester               |  |
| 16:30                    | Gosling 49'         | Report |                     | Lượng khán giả: 3,196 Trọng tài: Lee Collins |  |

| ngày 13 tháng 11 năm 2012 | Braintree Town (5) | 0–3    | Tranmere Rovers (3)                     | Cressing Road, Braintree                         |  |
| 19:45                     |                    | Report | Thompson 24' · Stockton 53' · Power 90' | Lượng khán giả: 1,503 Trọng tài: Dean Whitestone |  |

| ngày 14 tháng 11 năm 2012 | Gloucester City (6) | 0–2    | Leyton Orient (3)    | Whaddon Road, Cheltenham                        |  |
| 19:45                     |                     | Report | Mooney 87' · Cox 88' | Lượng khán giả: 1,381 Trọng tài: Steven Rushton |  |

### Vòng 2
| ngày 30 tháng 11 năm 2012 | Bradford City (4) | 1–1    | Brentford (3) | Valley Parade, Bradford                      |  |
| 19:45                     | Hanson 70'        | Report | Donaldson 43' | Lượng khán giả: 3,620 Trọng tài: Gary Sutton |  |

| ngày 18 tháng 12 năm 2012 Replay | Brentford (3)                                              | 4–2 (s.h.p.) | Bradford City (4)              | Griffin Park, Brentford                       |  |
| 19:45                            | Trotta 45' (ph.đ.), 102' · Donaldson 103' · Forrester 106' | Report       | Reid 34' · Connell 94' (ph.đ.) | Lượng khán giả: 2,643 Trọng tài: Graham Scott |  |

| ngày 1 tháng 12 năm 2012 | Preston North End (3)     | 2–0    | Gillingham (4) | Deepdale, Preston                              |  |
| 15:00                    | Monakana 12' · Beavon 38' | Report |                | Lượng khán giả: 5,271 Trọng tài: Trevor Kettle |  |

| ngày 1 tháng 12 năm 2012 | Bury (3)            | 1–1    | Southend United (4) | Gigg Lane, Bury                              |  |
| 15:00                    | Doherty 33' (ph.đ.) | Report | Tomlin 41'          | Lượng khán giả: 2,391 Trọng tài: Andy Haines |  |

| ngày 11 tháng 12 năm 2012 Replay     | Southend United (4) | 1–1 (s.h.p.) (3–2 p)                             | Bury (3)     | Roots Hall, Southend-on-Sea                      |  |
| 19:45                                | Tomlin 63'          | Report                                           | Thompson 59' | Lượng khán giả: 3,043 Trọng tài: Oliver Langford |  |
|                                      |                     | Loạt sút luân lưu                                |              |                                                  |  |
| Eastwood · Clohessy · Hurst · Tomlin |                     | Schumacher · Doherty · Worrall · Hewitt · Hughes |              |                                                  |  |

| ngày 1 tháng 12 năm 2012 | Sheffield United (3) | 2–1    | Port Vale (4) | Bramall Lane, Sheffield                        |  |
| 15:00                    | Miller 90', 90+5'    | Report | Pope 33'      | Lượng khán giả: 10,215 Trọng tài: Kevin Wright |  |

| ngày 1 tháng 12 năm 2012 | Carlisle United (3) | 1–3    | Bournemouth (3)                    | Brunton Park, Carlisle                        |  |
| 15:00                    | Beck 72'            | Report | Fogden 30' · O'Kane 36' · Pugh 90' | Lượng khán giả: 2,980 Trọng tài: Paul Tierney |  |

| ngày 1 tháng 12 năm 2012 | Crewe Alexandra (3) | 0–1    | Burton Albion (4) | Alexandra Stadium, Crewe                          |  |
| 15:00                    |                     | Report | Zola 5'           | Lượng khán giả: 3,065 Trọng tài: Graham Salisbury |  |

| ngày 1 tháng 12 năm 2012 | Luton Town (5)         | 2–1    | Dorchester Town (6) | Kenilworth Road, Luton                      |  |
| 15:00                    | Gray 30' · Lawless 68' | Report | Pugh 71'            | Lượng khán giả: 3,287 Trọng tài: Carl Berry |  |

| ngày 1 tháng 12 năm 2012 | Oldham Athletic (3)              | 3–1    | Doncaster Rovers (3) | Boundary Park, Oldham                         |  |
| 15:00                    | Wabara 45' · Derbyshire 70', 77' | Report | Blake 4'             | Lượng khán giả: 2,783 Trọng tài: Nigel Miller |  |

| ngày 1 tháng 12 năm 2012 | Tranmere Rovers (3)       | 2−1    | Chesterfield (4) | Prenton Park, Birkenhead                       |  |
| 15:00                    | Stockton 42' · McGurk 57' | Report | Cooper 31'       | Lượng khán giả: 3,781 Trọng tài: Robert Madley |  |

| ngày 1 tháng 12 năm 2012 | Rotherham United (4) | 1–1    | Notts County (3) | New York Stadium, Rotherham                      |  |
| 15:00                    | Pringle 42'          | Report | Arquin 32'       | Lượng khán giả: 7,903 Trọng tài: Darren Drysdale |  |

| ngày 18 tháng 12 năm 2012 Replay | Notts County (3) | 0–3    | Rotherham United (4)                     | Meadow Lane, Nottingham                         |  |
| 19:45                            |                  | Report | Pringle 9' · Bradley 22' · Nardiello 41' | Lượng khán giả: 2,990 Trọng tài: Darren Deadman |  |

| ngày 18 tháng 12 năm 2012 | Barrow (5) | 1–1    | Macclesfield Town (5) | Holker Street, Barrow-in-Furness            |  |
| 19:45                     | Baker 29'  | Report | Charnock 19'          | Lượng khán giả: 1,592 Trọng tài: David Webb |  |

| ngày 29 tháng 12 năm 2012 Replay | Macclesfield Town (5)                                     | 4–1    | Barrow (5) | Moss Rose, Macclesfield                    |  |
| 15:00                            | Kissock 7' · Holroyd 16' · Barnes-Homer 67' · Holroyd 69' | Report | Boyes 17'  | Lượng khán giả: 1554 Trọng tài: Phil Gibbs |  |

| ngày 1 tháng 12 năm 2012 | Accrington Stanley (4)                       | 3–3    | Oxford United (4)                          | Crown Ground, Accrington                      |  |
| 15:00                    | Lindfield 25' · Beattie 80' · Molyneux 90+1' | Report | Pittman 12' · Constable 86' · Raynes 90+4' | Lượng khán giả: 1,195 Trọng tài: Andy Woolmer |  |

| ngày 18 tháng 12 năm 2012 Replay | Oxford United (4)         | 2–0    | Accrington Stanley (4) | Kassam Stadium, Oxford                        |  |
| 19:45                            | Constable 66' · Leven 79' | Report |                        | Lượng khán giả: 2,566 Trọng tài: Simon Hooper |  |

| ngày 1 tháng 12 năm 2012 | Lincoln City (5)            | 3–3    | Mansfield Town (5)                    | The 12th Man Sincil Bank Stadium, Lincoln     |  |
| 13:00                    | Power 45', 66' · Taylor 47' | Report | Green 21' · Briscoe 53' · Rhead 90+3' | Lượng khán giả: 4,127 Trọng tài: Mark Haywood |  |

| ngày 12 tháng 12 năm 2012 Replay | Mansfield Town (5)              | 2–1    | Lincoln City (5) | One Call Stadium, Mansfield                       |  |
| 19:45                            | Farman 14' (l.n.) · Briscoe 77' | Report | Smith 41'        | Lượng khán giả: 5,304 Trọng tài: Darren Sheldrake |  |

| ngày 1 tháng 12 năm 2012 | Harrogate Town (6) | 1–1    | Hastings United (7) | Wetherby Road, Harrogate                    |  |
| 13:00                    | Platt 41'          | Report | Crellin 61'         | Lượng khán giả: 2,986 Trọng tài: Mark Brown |  |

| ngày 13 tháng 12 năm 2012 Replay                     | Hastings United (7) | 1–1 (s.h.p.) (5–4 p)                         | Harrogate Town (6) | The Pilot Field, Hastings                     |  |
| 19:45                                                | Carey 47' (ph.đ.)   | Report                                       | Platt 89'          | Lượng khán giả: 4,028 Trọng tài: Mike Russell |  |
|                                                      |                     | Loạt sút luân lưu                            |                    |                                               |  |
| Dixon · Whitehead · Carey · Attwood · Ellis · Okojie |                     | Bolder · Platt · Allan · Hardy · Dean · Elam |                    |                                               |  |

| ngày 1 tháng 12 năm 2012 | Coventry City (3)                  | 2–1    | Morecambe (4) | Ricoh Arena, Coventry                         |  |
| 15:00                    | McSheffrey 38' (ph.đ.) · Baker 46' | Report | Ellison 77'   | Lượng khán giả: 6,339 Trọng tài: Carl Boyeson |  |

| ngày 1 tháng 12 năm 2012 | Crawley Town (3)                               | 3–0    | Chelmsford City (6) | Broadfield Stadium, Crawley                      |  |
| 15:00                    | Adams 23' · Clarke 41' · Alexander 89' (ph.đ.) | Report |                     | Lượng khán giả: 3,012 Trọng tài: Chris Sarginson |  |

| ngày 1 tháng 12 năm 2012 | Fleetwood Town (4)   | 2–3    | Aldershot Town (4)               | Highbury Stadium, Fleetwood                 |  |
| 15:00                    | Brown 11' · Ball 88' | Report | Hylton 19', 75' · Vincenti 45+1' | Lượng khán giả: 1,757 Trọng tài: Phil Gibbs |  |

| ngày 2 tháng 12 năm 2012 | Milton Keynes Dons (3)        | 2–1    | AFC Wimbledon (4) | Stadium mk, Milton Keynes                         |  |
| 12:30                    | Gleeson 45' · Otsemobor 90+1' | Report | Midson 59'        | Lượng khán giả: 16,459 Trọng tài: Scott Mathieson |  |

| ngày 2 tháng 12 năm 2012 | Alfreton Town (5)               | 2–4    | Leyton Orient (3)              | North Street, Alfreton                         |  |
| 15:15                    | Paul Clayton 4' · Tomlinson 52' | Report | Cox 25', 86' · Mooney 30', 36' | Lượng khán giả: 1,104 Trọng tài: Robert Madley |  |

| ngày 3 tháng 12 năm 2012 | Cheltenham Town (4) | 1–1    | Hereford United (5) | Whaddon Road, Cheltenham                      |  |
| 19:45                    | Harrad 16'          | Report | O'Keefe 20'         | Lượng khán giả: 5,070 Trọng tài: Craig Pawson |  |

| ngày 11 tháng 12 năm 2012 Replay | Hereford United (5) | 1–2 (s.h.p.) | Cheltenham Town (4)                 | Edgar Street, Hereford                           |  |
| 19:45                            | Clucas 74'          | Report       | Harrad 45+3' (ph.đ.) · Mohamed 114' | Lượng khán giả: 5,026 Trọng tài: Dean Whitestone |  |

### Vòng 3
| ngày 5 tháng 1 năm 2013 | Crystal Palace (2) | 0–0    | Stoke City (1) | Selhurst Park, South Norwood                     |  |
| 15:00                   |                    | Report |                | Lượng khán giả: 13,693 Trọng tài: Neil Swarbrick |  |

| ngày 15 tháng 1 năm 2013 Replay | Stoke City (1)                              | 4–1 (s.h.p.) | Crystal Palace (2) | Britannia Stadium, Stoke-on-Trent                |  |
| 19:45                           | Jones 69' · Walters 95', 110' · Jerome 120' | Report       | Murray 87' (ph.đ.) | Lượng khán giả: 11,617 Trọng tài: Anthony Taylor |  |

| ngày 5 tháng 1 năm 2013 | Brighton & Hove Albion (2) | 2–0    | Newcastle United (1) | Falmer Stadium, Falmer                        |  |
| 12:30                   | Orlandi 33' · Hoskins 87'  | Report |                      | Lượng khán giả: 21,740 Trọng tài: Lee Probert |  |

| ngày 5 tháng 1 năm 2013 | Tottenham Hotspur (1)       | 3–0    | Coventry City (3) | White Hart Lane, Tottenham                       |  |
| 15:00                   | Dempsey 14', 37' · Bale 33' | Report |                   | Lượng khán giả: 35,766 Trọng tài: Michael Naylor |  |

| ngày 5 tháng 1 năm 2013 | Wigan Athletic (1) | 1–1    | Bournemouth (3) | DW Stadium, Wigan                              |  |
| 15:00                   | Gómez 70'          | Report | O'Kane 41'      | Lượng khán giả: 8,199 Trọng tài: Robert Madley |  |

| ngày 15 tháng 1 năm 2013 Replay | Bournemouth (3) | 0–1    | Wigan Athletic (1) | Dean Court, Bournemouth                        |  |
| 19:45                           |                 | Report | Boselli 18'        | Lượng khán giả: 8,890 Trọng tài: Jonathan Moss |  |

| ngày 5 tháng 1 năm 2013 | Fulham (1)     | 1–1    | Blackpool (2) | Craven Cottage, Fulham                      |  |
| 15:00                   | Karagounis 80' | Report | Sylvestre 60' | Lượng khán giả: 14,473 Trọng tài: Lee Mason |  |

| ngày 15 tháng 1 năm 2013 Replay | Blackpool (2)  | 1–2 (s.h.p.) | Fulham (1)                        | Bloomfield Road, Blackpool                      |  |
| 20:00                           | Delfouneso 82' | Report       | Richardson 90+4' · Hangeland 116' | Lượng khán giả: 8,706 Trọng tài: Andre Marriner |  |

| ngày 5 tháng 1 năm 2013 | Aston Villa (1)        | 2–1    | Ipswich Town (2) | Villa Park, Birmingham                          |  |
| 15:00                   | Bent 46' · Weimann 83' | Report | Chopra 31'       | Lượng khán giả: 24.854 Trọng tài: Jonathan Moss |  |

| ngày 5 tháng 1 năm 2013 | Charlton Athletic (2) | 0–1    | Huddersfield Town (2) | The Valley, Charlton                             |  |
| 15:00                   |                       | Report | Beckford 11'          | Lượng khán giả: 6,657 Trọng tài: Darren Drysdale |  |

| ngày 5 tháng 1 năm 2013 | Macclesfield Town (5)         | 2–1    | Cardiff City (2) | Moss Rose, Macclesfield                      |  |
| 15:00                   | Barnes-Homer 85', 88' (ph.đ.) | Report | Jarvis 57'       | Lượng khán giả: 3,165 Trọng tài: Andy Madley |  |

| ngày 5 tháng 1 năm 2013 | Barnsley (2) | 1–0    | Burnley (2) | Oakwell, Barnsley                             |  |
| 15:00                   | Rose 85'     | Report |             | Lượng khán giả: 5,091 Trọng tài: Paul Tierney |  |

| ngày 5 tháng 1 năm 2013 | Manchester City (1)                 | 3–0    | Watford (2) | Etihad Stadium, Manchester                  |  |
| 15:00                   | Tévez 25' · Barry 44' · Lopes 90+1' | Report |             | Lượng khán giả: 46,821 Trọng tài: Phil Dowd |  |

| ngày 6 tháng 1 năm 2013 | Swansea City (1)       | 2–2    | Arsenal (1)              | Liberty Stadium, Swansea                      |  |
| 13:30                   | Michu 58' · Graham 87' | Report | Podolski 81' · Gibbs 83' | Lượng khán giả: 18,848 Trọng tài: Howard Webb |  |

| ngày 16 tháng 1 năm 2013 Replay | Arsenal (1)  | 1–0    | Swansea City (1) | Emirates Stadium, London                           |  |
| 19:30                           | Wilshere 86' | Report |                  | Lượng khán giả: 58,359 Trọng tài: Mark Clattenburg |  |

| ngày 5 tháng 1 năm 2013 | Leicester City (2)    | 2–0    | Burton Albion (4) | King Power Stadium, Leicester                 |  |
| 15:00                   | Wood 3' · De Laet 21' | Report |                   | Lượng khán giả: 14,463 Trọng tài: Andy D'Urso |  |

| ngày 5 tháng 1 năm 2013 | Millwall (2) | 1–0    | Preston North End (3) | The Den, South Bermondsey                     |  |
| 15:00                   | Feeney 31'   | Report |                       | Lượng khán giả: 5,364 Trọng tài: Craig Pawson |  |

| ngày 7 tháng 1 năm 2013 | Cheltenham Town (4) | 1–5    | Everton (1)                                                               | Whaddon Road, Cheltenham                      |  |
| 19:45                   | Penn 51'            | Report | Jelavić 12' · Baines 21' (ph.đ.) · Osman 49' · Coleman 58' · Fellaini 89' | Lượng khán giả: 6,891 Trọng tài: Kevin Friend |  |

| ngày 5 tháng 1 năm 2013 | Derby County (2)                                                    | 5–0    | Tranmere Rovers (3) | Pride Park Stadium, Derby                     |  |
| 15:00                   | Davies 42' · Sammon 54' · Brayford 63' · Hendrick 72' · Bennett 87' | Report |                     | Lượng khán giả: 11,740 Trọng tài: Mark Halsey |  |

| ngày 5 tháng 1 năm 2013 | Crawley Town (3) | 1–3    | Reading (1)                           | Broadfield Stadium, Crawley                     |  |
| 15:00                   | Adams 1'         | Report | Le Fondre 13', 49' (ph.đ.) · Hunt 44' | Lượng khán giả: 5,880 Trọng tài: Anthony Taylor |  |

| ngày 5 tháng 1 năm 2013 | Aldershot Town (4)  | 3–1    | Rotherham United (4)     | Recreation Ground, Aldershot                |  |
| 15:00                   | Hylton 6', 23', 62' | Report | Frecklington 71' (ph.đ.) | Lượng khán giả: 2,992 Trọng tài: Gavin Ward |  |

| ngày 5 tháng 1 năm 2013 | Middlesbrough (2)                            | 4–1    | Hastings United (7) | Riverside Stadium, Middlesbrough                   |  |
| 15:00                   | Zemmama 23', 68' · Halliday 47' · Miller 85' | Report | Goldberg 69'        | Lượng khán giả: 12,579 Trọng tài: Graham Salisbury |  |

| ngày 5 tháng 1 năm 2013 | Oxford United (4) | 0–3    | Sheffield United (3)                    | Kassam Stadium, Oxford                        |  |
| 15:00                   |                   | Report | McMahon 17' · Kitson 68' · Blackman 87' | Lượng khán giả: 7,079 Trọng tài: Carl Boyeson |  |

| ngày 5 tháng 1 năm 2013 | Southampton (1) | 1–5    | Chelsea (1)                                                    | St Mary's Stadium, Southampton              |  |
| 15:00                   | Rodriguez 17'   | Report | Ba 35', 61' · Moses 45+2' · Ivanović 52' · Lampard 83' (ph.đ.) | Lượng khán giả: 27,813 Trọng tài: Mike Dean |  |

| ngày 5 tháng 1 năm 2013 | Queens Park Rangers (1) | 1–1    | West Bromwich Albion (1) | Loftus Road, Shepherd's Bush                      |  |
| 15:00                   | Dyer 90+1'              | Report | Long 78'                 | Lượng khán giả: 8,984 Trọng tài: Mark Clattenburg |  |

| ngày 15 tháng 1 năm 2013 Replay | West Bromwich Albion (1) | 0–1    | Queens Park Rangers (1) | The Hawthorns, West Bromwich                      |  |
| 20:00                           |                          | Report | Bothroyd 75'            | Lượng khán giả: 11,184 Trọng tài: Martin Atkinson |  |

| ngày 5 tháng 1 năm 2013 | Peterborough United (2) | 0–3    | Norwich City (1)                             | London Road Stadium, Peterborough                |  |
| 15:00                   |                         | Report | E. Bennett 30' · Jackson 41' · Snodgrass 70' | Lượng khán giả: 13,198 Trọng tài: Stuart Attwell |  |

| ngày 6 tháng 1 năm 2013 | Mansfield Town (5) | 1–2    | Liverpool (1)             | Field Mill, Mansfield                           |  |
| 16:00                   | Green 79'          | Report | Sturridge 7' · Suárez 59' | Lượng khán giả: 7,574 Trọng tài: Andre Marriner |  |

| ngày 5 tháng 1 năm 2013 | Bolton Wanderers (2)             | 2–2    | Sunderland (1)            | Reebok Stadium, Horwich                         |  |
| 15:00                   | Lee Chung-Yong 12' · Sordell 48' | Report | Wickham 60' · Gardner 75' | Lượng khán giả: 12,204 Trọng tài: Michael Jones |  |

| ngày 15 tháng 1 năm 2013 Replay | Sunderland (1) | 0–2    | Bolton Wanderers (2)     | Stadium of Light, Sunderland                   |  |
| 19:45                           |                | Report | Sordell 64' (ph.đ.), 73' | Lượng khán giả: 17,505 Trọng tài: Kevin Friend |  |

| ngày 5 tháng 1 năm 2013 | Nottingham Forest (2)          | 2–3    | Oldham Athletic (3)           | City Ground, Nottingham                      |  |
| 15:00                   | Smith 13' (l.n.) · Sharp 90+4' | Report | Simpson 54', 58' · Baxter 61' | Lượng khán giả: 11,293 Trọng tài: Roger East |  |

| ngày 5 tháng 1 năm 2013 | West Ham United (1) | 2–2    | Manchester United (1)            | Boleyn Ground, Upton Park                         |  |
| 17:15                   | Collins 27', 59'    | Report | Cleverley 23' · Van Persie 90+1' | Lượng khán giả: 32,922 Trọng tài: Martin Atkinson |  |

| ngày 16 tháng 1 năm 2013 Replay | Manchester United (1) | 1–0    | West Ham United (1) | Old Trafford, Trafford                      |  |
| 20:05                           | Rooney 9'             | Report |                     | Lượng khán giả: 71.081 Trọng tài: Phil Dowd |  |

| ngày 5 tháng 1 năm 2013 | Hull City (2)    | 1–1    | Leyton Orient (3) | KC Stadium, Kingston upon Hull                   |  |
| 15:00                   | Proschwitz 90+3' | Report | Mooney 78'        | Lượng khán giả: 8,585 Trọng tài: Iain Williamson |  |

| ngày 15 tháng 1 năm 2013 Replay | Leyton Orient (3) | 1–2 (s.h.p.) | Hull City (2)                 | Matchroom Stadium, Leyton                     |  |
| 19:45                           | Cox 87'           | Report       | Proschwitz 41' · Cairney 117' | Lượng khán giả: 3,601 Trọng tài: Graham Scott |  |

| ngày 5 tháng 1 năm 2013 | Blackburn Rovers (2)      | 2–0    | Bristol City (2) | Ewood Park, Blackburn                         |  |
| 15:00                   | Murphy 7' · G. Hanley 58' | Report |                  | Lượng khán giả: 5,504 Trọng tài: Nigel Miller |  |

| ngày 5 tháng 1 năm 2013 | Leeds United (2) | 1–1    | Birmingham City (2) | Elland Road, Leeds                          |  |
| 15:00                   | Becchio 60'      | Report | Elliott 32'         | Lượng khán giả: 11,447 Trọng tài: Chris Foy |  |

| ngày 15 tháng 1 năm 2013 Replay | Birmingham City (2) | 1–2    | Leeds United (2)                  | St Andrew's, Birmingham                       |  |
| 19:45                           | Elliott 36'         | Report | McCormack 70' · Diouf 76' (ph.đ.) | Lượng khán giả: 8,962 Trọng tài: Andy Woolmer |  |

| ngày 5 tháng 1 năm 2013 | Southend United (4) | 2–2    | Brentford (3)                      | Roots Hall, Southend-on-Sea                      |  |
| 15:00                   | Corr 39', 54'       | Report | Adeyemi 29' · Cresswell 38' (l.n.) | Lượng khán giả: 5,540 Trọng tài: Dean Whitestone |  |

| ngày 15 tháng 1 năm 2013 Replay | Brentford (3)             | 2–1    | Southend United (4) | Griffin Park, Brentford                          |  |
| 19:45                           | Hayes 26' · Donaldson 76' | Report | Corr 69'            | Lượng khán giả: 6,526 Trọng tài: Darren Drysdale |  |

| ngày 5 tháng 1 năm 2013 | Luton Town (5) | 1–0    | Wolverhampton Wanderers (2) | Kenilworth Road, Luton                            |  |
| 15:00                   | Lawless 46'    | Report |                             | Lượng khán giả: 9,638 Trọng tài: Geoff Eltringham |  |

| ngày 5 tháng 1 năm 2013 | Sheffield Wednesday (2) | 0–0    | Milton Keynes Dons (3) | Hillsborough Stadium, Owlerton                   |  |
| 15:00                   |                         | Report |                        | Lượng khán giả: 11,462 Trọng tài: Michael Oliver |  |

| ngày 15 tháng 1 năm 2013 Replay | Milton Keynes Dons (3)              | 2–0    | Sheffield Wednesday (2) | Stadium mk, Milton Keynes                    |  |
| 19:45                           | Williams 28' (ph.đ.) · Bowditch 75' | Report |                         | Lượng khán giả: 6,782 Trọng tài: Lee Collins |  |

### Vòng 4
| ngày 25 tháng 1 năm 2013 | Millwall (2)             | 2–1    | Aston Villa (1) | The Den, South Bermondsey                        |  |
| 19:45                    | Shittu 27' · Marquis 89' | Report | Bent 22'        | Lượng khán giả: 15,007 Trọng tài: Neil Swarbrick |  |

| ngày 26 tháng 1 năm 2013 | Stoke City (1) | 0–1    | Manchester City (1) | Britannia Stadium, Stoke-on-Trent             |  |
| 12:45                    |                | Report | Zabaleta 85'        | Lượng khán giả: 19,814 Trọng tài: Howard Webb |  |

| ngày 26 tháng 1 năm 2013 | Norwich City (1) | 0–1    | Luton Town (5) | Carrow Road, Norwich                             |  |
| 15:00                    |                  | Report | Rendell 80'    | Lượng khán giả: 26,521 Trọng tài: Andre Marriner |  |

| ngày 26 tháng 1 năm 2013 | Macclesfield Town (5) | 0–1    | Wigan Athletic (1) | Moss Rose, Macclesfield                     |  |
| 15:00                    |                       | Report | Gómez 7' (ph.đ.)   | Lượng khán giả: 5,849 Trọng tài: Roger East |  |

| ngày 26 tháng 1 năm 2013 | Derby County (2) | 0–3    | Blackburn Rovers (2)                       | Pride Park Stadium, Derby                        |  |
| 15:00                    |                  | Report | Kazim-Richards 44' · Dann 66' · Rhodes 71' | Lượng khán giả: 14,013 Trọng tài: Stuart Attwell |  |

| ngày 26 tháng 1 năm 2013 | Hull City (2) | 0–1    | Barnsley (2) | KC Stadium, Kingston upon Hull                |  |
| 15:00                    |               | Report | Dagnall 70'  | Lượng khán giả: 9,932 Trọng tài: Keith Stroud |  |

| ngày 26 tháng 1 năm 2013 | Middlesbrough (2)     | 2–1    | Aldershot Town (4) | Riverside Stadium, Middlesbrough              |  |
| 15:00                    | Jutkiewicz 83', 90+6' | Report | Hylton 89'         | Lượng khán giả: 12,684 Trọng tài: Andy Madley |  |

| ngày 26 tháng 1 năm 2013 | Brighton & Hove Albion (2) | 2–3    | Arsenal (1)                   | Falmer Stadium, Falmer                           |  |
| 15:00                    | Barnes 33' · Ulloa 62'     | Report | Giroud 16', 56' · Walcott 85' | Lượng khán giả: 27,113 Trọng tài: Michael Oliver |  |

| ngày 26 tháng 1 năm 2013 | Reading (1)                                   | 4–0    | Sheffield United (3) | Madejski Stadium, Reading                   |  |
| 15:00                    | Hunt 6', 50' · Leigertwood 40' · McCleary 54' | Report |                      | Lượng khán giả: 14,715 Trọng tài: Chris Foy |  |

| ngày 26 tháng 1 năm 2013 | Huddersfield Town (2) | 1–1    | Leicester City (2) | John Smith's Stadium, Huddersfield               |  |
| 15:00                    | Novak 74' (ph.đ.)     | Report | Wood 82'           | Lượng khán giả: 11,945 Trọng tài: Anthony Taylor |  |

| ngày 12 tháng 2 năm 2013 Replay | Leicester City (2) | 1–2    | Huddersfield Town (2)     | King Power Stadium, Leicester                  |  |
| 19:30                           | Keane 7'           | Report | Clayton 5' · Scannell 75' | Lượng khán giả: 14,517 Trọng tài: James Adcock |  |

| ngày 26 tháng 1 năm 2013 | Queens Park Rangers (1)    | 2–4    | Milton Keynes Dons (3)                                | Loftus Road, Shepherd's Bush                |  |
| 15:00                    | Bothroyd 83' · Fábio 90+2' | Report | Traoré 4' (l.n.) · Lowe 40' · Harley 50' · Potter 56' | Lượng khán giả: 17,081 Trọng tài: Mike Dean |  |

| ngày 26 tháng 1 năm 2013 | Bolton Wanderers (2) | 1–2    | Everton (1)                  | Reebok Stadium, Horwich                           |  |
| 15:00                    | Sordell 27'          | Report | Pienaar 18' · Heitinga 90+1' | Lượng khán giả: 18,760 Trọng tài: Martin Atkinson |  |

| ngày 26 tháng 1 năm 2013 | Manchester United (1)                              | 4–1    | Fulham (1) | Old Trafford, Trafford                             |  |
| 17:30                    | Giggs 3' (ph.đ.) · Rooney 50' · Hernández 52', 66' | Report | Hughes 77' | Lượng khán giả: 72.596 Trọng tài: Mark Clattenburg |  |

| ngày 27 tháng 1 năm 2013 | Brentford (3)                      | 2–2    | Chelsea (1)            | Griffin Park, Brentford                         |  |
| 12:00                    | Trotta 42' · Forrester 73' (ph.đ.) | Report | Oscar 55' · Torres 83' | Lượng khán giả: 12,146 Trọng tài: Jonathan Moss |  |

| ngày 17 tháng 2 năm 2013 Replay | Chelsea (1)                                    | 4–0    | Brentford (3) | Stamford Bridge, London                          |  |
| 12:00                           | Mata 55' · Oscar 68' · Lampard 71' · Terry 81' | Report |               | Lượng khán giả: 40,961 Trọng tài: Neil Swarbrick |  |

| ngày 27 tháng 1 năm 2013 | Leeds United (2)           | 2–1    | Tottenham Hotspur (1) | Elland Road, Leeds                             |  |
| 14:00                    | Varney 15' · McCormack 50' | Report | Dempsey 58'           | Lượng khán giả: 29,943 Trọng tài: Kevin Friend |  |

| ngày 27 tháng 1 năm 2013 | Oldham Athletic (3)        | 3–2    | Liverpool (1)          | Boundary Park, Oldham                         |  |
| 16:00                    | Smith 3', 45' · Wabara 48' | Report | Suárez 17' · Allen 80' | Lượng khán giả: 10,295 Trọng tài: Lee Probert |  |

### Vòng 5
| ngày 16 tháng 2 năm 2013 | Luton Town (5) | 0–3    | Millwall (2)                          | Kenilworth Road, Luton                       |  |
| 12:45                    |                | Report | Henry 12' · Hulse 36' · N'Guessan 86' | Lượng khán giả: 9,768 Trọng tài: Lee Probert |  |

| ngày 16 tháng 2 năm 2013 | Milton Keynes Dons (2) | 1–3    | Barnsley (2)                     | Stadium mk, Milton Keynes                    |  |
| 15:00                    | Bowditch 61'           | Report | Dagnall 3', 90+1' · Harewood 19' | Lượng khán giả: 14,475 Trọng tài: Mike Jones |  |

| ngày 16 tháng 2 năm 2013 | Arsenal (1) | 0–1    | Blackburn Rovers (2) | Emirates Stadium, London                    |  |
| 15:00                    |             | Report | Kazim-Richards 72'   | Lượng khán giả: 60,070 Trọng tài: Mike Dean |  |

| ngày 16 tháng 2 năm 2013 | Oldham Athletic (3)     | 2–2    | Everton (1)                 | Boundary Park, Oldham                      |  |
| 18:00                    | Obita 13' · Smith 90+5' | Report | Anichebe 24' · Jagielka 48' | Lượng khán giả: 9,473 Trọng tài: Phil Dowd |  |

| ngày 26 tháng 2 năm 2013 Replay | Everton (1)                                   | 3–1    | Oldham Athletic (3) | Goodison Park, Liverpool                         |  |
| 19:45                           | Mirallas 15' · Baines 34' (ph.đ.) · Osman 62' | Report | Smith 64'           | Lượng khán giả: 32.688 Trọng tài: Michael Oliver |  |

| ngày 17 tháng 2 năm 2013 | Manchester City (1)                               | 4–0    | Leeds United (2) | Etihad Stadium, Manchester                         |  |
| 14:00                    | Y. Touré 5' · Agüero 15' (ph.đ.), 74' · Tévez 52' | Report |                  | Lượng khán giả: 46,849 Trọng tài: Mark Clattenburg |  |

| ngày 17 tháng 2 năm 2013 | Huddersfield Town (2) | 1–4    | Wigan Athletic (1)                           | John Smith's Stadium, Huddersfield               |  |
| 15:55                    | Novak 62'             | Report | McManaman 31' · Koné 40', 89' · McArthur 56' | Lượng khán giả: 12,117 Trọng tài: Michael Oliver |  |

| ngày 18 tháng 2 năm 2013 | Manchester United (1)    | 2–1    | Reading (1) | Old Trafford, Trafford                           |  |
| 20:00                    | Nani 69' · Hernández 72' | Report | McAnuff 81' | Lượng khán giả: 75.213 Trọng tài: Andre Marriner |  |

| ngày 27 tháng 2 năm 2013 | Middlesbrough (2) | 0–2    | Chelsea (1)             | Riverside Stadium, Middlesbrough                  |  |
| 19:45                    |                   | Report | Ramires 51' · Moses 73' | Lượng khán giả: 27,856 Trọng tài: Martin Atkinson |  |

### Vòng 6
| ngày 9 tháng 3 năm 2013 | Everton (1) | 0–3    | Wigan Athletic (1)                       | Goodison Park, Liverpool                       |  |
| 12:45                   |             | Report | Figueroa 30' · McManaman 31' · Gómez 33' | Lượng khán giả: 35.068 Trọng tài: Kevin Friend |  |

| ngày 9 tháng 3 năm 2013 | Manchester City (1)                           | 5–0    | Barnsley (2) | Etihad Stadium, Manchester                       |  |
| 17:30                   | Tévez 11', 31', 50' · Kolarov 27' · Silva 65' | Report |              | Lượng khán giả: 46,728 Trọng tài: Anthony Taylor |  |

| ngày 10 tháng 3 năm 2013 | Millwall (2) | 0–0    | Blackburn Rovers (2) | The Den, South Bermondsey                         |  |
| 14:00                    |              | Report |                      | Lượng khán giả: 14,885 Trọng tài: Martin Atkinson |  |

| ngày 13 tháng 3 năm 2013 Replay | Blackburn Rovers (2) | 0–1    | Millwall (2) | Ewood Park, Blackburn                             |  |
| 19:30                           |                      | Report | Shittu 42'   | Lượng khán giả: 8,635 Trọng tài: Mark Clattenburg |  |

| ngày 10 tháng 3 năm 2013 | Manchester United (1)     | 2–2    | Chelsea (1)              | Old Trafford, Trafford                        |  |
| 16:30                    | Hernández 5' · Rooney 11' | Report | Hazard 59' · Ramires 68' | Lượng khán giả: 75.196 Trọng tài: Howard Webb |  |

| ngày 1 tháng 4 năm 2013 Replay | Chelsea (1) | 1–0    | Manchester United (1) | Stamford Bridge, London                     |  |
| 12:30                          | Ba 49'      | Report |                       | Lượng khán giả: 40,704 Trọng tài: Phil Dowd |  |

### Bán kết
| Millwall (2) | 0–2    | Wigan Athletic (1)          |
| ------------ | ------ | --------------------------- |
|              | Report | Maloney 25' · McManaman 78' |

| Chelsea (1) | 1–2    | Manchester City (1)    |
| ----------- | ------ | ---------------------- |
| Ba 66'      | Report | Nasri 35' · Agüero 47' |

### Chung kết
| Manchester City | 0–1    | Wigan Athletic |
| --------------- | ------ | -------------- |
|                 | Report | Watson 90+1'   |